# Torà
Torà – gmina w Hiszpanii, w prowincji Lleida, w Katalonii, o powierzchni 93,29 km². W 2011 roku gmina liczyła 1333 mieszkańców.